# Johan Halvorsen
Johan Halvorsen (født 15. marts 1864 i Drammen, død 4. december 1935) var en norsk komponist, dirigent og musiker.
Han blev født i Drammen og spillede violin i en alder af ni år. I 1883 rejste han til Stockholm for at studere musik. Han fortsatte sine studier i Leipzig, Aberdeen (1887), Helsinki (1890), Bergen (1893), og til slut i Kristiania (nu Oslo) (1899).
Hans bedst kendte kompositioner er Bojarenes inntogsmarsj og Bergensiana.

## Udvalgte værker
- Symfoni nr. 1 i C-mol (1923) - for orkester
- Symfoni nr. 2 i D-mol (1924) - for orkester
- Symfoni nr. 3 i C-dur (1929) - for orkester
- Violinkoncert (1908-1909) - for violin og orkester